# Nyang’oma Kogelo
Nyang’oma Kogelo ist eine Stadt mit etwa 3600 Einwohnern im Siaya County in Kenia. Bekannt wurde die Stadt als Geburtsort von Barack Obama, Sr., dem Vater des 44. Präsidenten der Vereinigten Staaten, Barack Obama. Die Stadt erlebte im Zuge der Präsidentschaftskandidatur und der darauffolgenden Wahl Obamas einen Aufschwung. So wurde die Stadt wenige Tage nach Obamas erfolgreicher Kandidatur an das Stromnetz angeschlossen.

## Infrastruktur
Nyang’oma Kogelo verfügt über eine Primary (Senator Obama Primary School) und eine Secondary School (Senator Obama High School). Es gibt ein Gesundheitszentrum und seit 2008 eine Polizeistation.